# Hügelsheim
Hügelsheim – miejscowość i gmina w Niemczech, w kraju związkowym Badenia-Wirtembergia, w rejencji Karlsruhe, w regionie Mittlerer Oberrhein, w powiecie Rastatt, wchodzi w skład wspólnoty administracyjnej Sinzheim. Leży ok. 10 km na południowy zachód od Rastatt, przy drodze krajowej B36.